# Kolvereid
Kolvereid est une ville de Norvège ayant en 2014 une population de 1 626 habitants.
La commune de Nærøy a accordé au village de Kolvereid le statut de ville en 2002, ce qui en fait la plus petite ville de Norvège. 

## Localisation
Kolvereid se situe au milieu de Nærøy, sur les rives du Foldafjord. La région s’est notablement développée au cours des trente dernières années, et constitue maintenant le centre administratif de la commune, ainsi qu’un pôle d’activités commerciales et de services. La ville héberge ainsi le centre culturel de la commune, avec une salle de spectacle, un cinéma, une salle de sports, et des installations sportives extérieures. L’église de Kolvereid a été construite en 1874 d’après des plans de l’architecte Jacob Wilhelm Nordan. Elle est faite de bois et dispose de 350 places assises,.

## Histoire
La commune de Kolvereid est créée le 1er janvier 1838. Puis, en 1860, la partie nord de cette commune se scinde pour former la commune de Leka, avec 1 702 habitants. Le 1er octobre 1886, la partie du nord-est (avec ses 948 habitants) se sépare aussi, pour former la commune de Foldereid. Le 1er janvier 1902, une partie inhabitée de Kolvereid est transférée à la commune voisine de Nærøy. Au 1er janvier 1964, la commune de Kolvereid fusionne avec celles de Nærøy, Gravvik et les deux tiers de l’ouest de celle de Foldereid, pour former la nouvelle commune de Nærøy, plus étendue.  Avant la fusion, Kolvereid comptait 2 426 habitants.

## Personnalités célèbres
- Brita Collett Paus (1917–1998), impliquée dans des œuvres caritatives en Norvège
- Ivar Skjånes (1888–1975), politicien appartenant au Parti travailliste norvégien
- Nils Trædal (1879–1948),  clerc luthérien et politicien appartenant au Parti des paysans
- Vilhelm Andreas Wexelsen (1849–1909), prêtre luthérien et politicien appartenant au Parti travailliste norvégien